# New Heart
New Heart (hangeul: 뉴하트, latinizzazione riveduta: Nyu hateu) è una serie televisiva sudcoreana trasmessa su MBC dal 12 dicembre 2007 al 28 febbraio 2008.

## Trama
Lee Eun-sung si è laureato da una scuola medica di provincia di recente fondazione e, nonostante i suoi voti mediocri, spera di diventare un grande dottore. Nam Hye-suk, invece, si è laureata da una scuola dei massimi livelli ed è stata la prima a ottenere il punteggio massimo. I caratteri di Eun-sung e Hye-suk sono completamente opposti: mentre il primo è impulsivo e compassionevole, pur mancando di pratica medica, Hye-suk è una donna fredda e calcolatrice, ma dalla mente brillante. Entrambi fanno domanda per lavorare nel reparto di chirurgia toracica e cardiovascolare dell'ospedale dell'università di Kwanghee, diretto da Choi Kang-guk, fermamente convinto che solo un tipo particolare di persona sia in grado di diventare cardiochirurgo. Nonostante sia un genio della medicina, l'uomo è testardo, e si rifiuta di mantenere lo status quo e rispettare le politiche ospedaliere, ma viene costretto ad accettare sia Eun-sung, sia Hye-suk, gli unici due candidati. Un giorno, il famoso attore Lee Dong-gwon viene ricoverato in ospedale per un'aritmia cardiaca e s'innamora immediatamente di Hye-suk, che era in classe con lui alle elementari, creando un triangolo amoroso tra lui, la ragazza e Hye-suk.

## Personaggi
- Lee Eun-sung, interpretato da Ji Sung
- Nam Hye-suk, interpretata da Kim Min-joung
- Choi Kang-guk, interpretato da Cho Jae-hyun
- Lee Dong-gwon, interpretato da Lee Ji-hoon
- Lee Seung-jae, interpretato da Sung Dong-il
- Park Jae-hyun, interpretato da Jung Dong-hwan
- Kim Jung-gil, interpretato da Lee Ki-young
- Min Young-kyu, interpretato da Jung Ho-keun
- Woo In-tae, interpretato da Kang Ji-hoo
- Kim Tae-joon, interpretato da Jang Hyun-sung
- Jo Min-ah, interpretata da Shin Dong-mi
- Lee In-ho, interpretato da Lee Chang-joo
- Choi Hyun-jung, interpretata da Son Yeo-eun
- Kim Mi-mi, interpretata da Shin Da-eun
- Bae Dae-ro, interpretato da Park Chul-min
- Kim Young-hee, interpretato da Park Kwang-jung
- Seol Rae-hyun, interpretato da Kim Jun-ho
- Jo Bok-gil, interpretato da Jung Kyung-soon
- Kim Hye-sook, interpretata da Lee Eung-kyung

## Ascolti
| Episodio | Data di trasmissione | Dati TNMS           | Dati TNMS                  | Dati AGB            | Dati AGB                   |
| Episodio | Data di trasmissione | A livello nazionale | Area metropolitana di Seul | A livello nazionale | Area metropolitana di Seul |
| -------- | -------------------- | ------------------- | -------------------------- | ------------------- | -------------------------- |
| 1        | 2007/12/12           | 17,1%               | 17,6%                      | 16,3%               | 18,2%                      |
| 2        | 13 dicembre 2007     | 19,2%               | 19,9%                      | 18,0%               | 20,4%                      |
| 3        | 20 dicembre 2007     | 20,7%               | 21,7%                      | 19,2%               | 21,6%                      |
| 4        | 26 dicembre 2007     | 21,0%               | 22,0%                      | 20,9%               | 23,5%                      |
| 5        | 27 dicembre 2007     | 22,3%               | 23,8%                      | 21,3%               | 24,0%                      |
| 6        | 2 gennaio 2008       | 22,5%               | 23,7%                      | 22,6%               | 24,5%                      |
| 7        | 3 gennaio 2008       | 25,6%               | 26,8%                      | 25,3%               | 27,9%                      |
| 8        | 9 gennaio 2008       | 23,1%               | 24,0%                      | 23,1%               | 25,1%                      |
| 9        | 10 gennaio 2008      | 24,3%               | 25,4%                      | 24,5%               | 26,3%                      |
| 10       | 16 gennaio 2008      | 24,3%               | 25,5%                      | 25,9%               | 27,9%                      |
| 11       | 17 gennaio 2008      | 25,2%               | 25,7%                      | 25,9%               | 27,8%                      |
| 12       | 23 gennaio 2008      | 28,5%               | 29,6%                      | 26,2%               | 28,1%                      |
| 13       | 24 gennaio 2008      | 28,8%               | 30,1%                      | 26,9%               | 28,7%                      |
| 14       | 30 gennaio 2008      | 28,2%               | 29,0%                      | 26,3%               | 27,9%                      |
| 15       | 31 gennaio 2008      | 30,0%               | 30,3%                      | 28,9%               | 31,0%                      |
| 16       | 7 febbraio 2008      | 19,2%               | 19,6%                      | 19,3%               | 21,5%                      |
| 17       | 7 febbraio 2008      | 21,2%               | 21,6%                      | 21,3%               | 23,5%                      |
| 18       | 13 febbraio 2008     | 27,8%               | 28,5%                      | 27,7%               | 29,4%                      |
| 19       | 14 febbraio 2008     | 30,0%               | 30,5%                      | 29,0%               | 29,9%                      |
| 20       | 20 febbraio 2008     | 24,4%               | 24,4%                      | 25,6%               | 26,0%                      |
| 21       | 21 febbraio 2008     | 30,0%               | 30,8%                      | 29,3%               | 30,6%                      |
| 22       | 27 febbraio 2008     | 32,0%               | 32,9%                      | 30,3%               | 31,6%                      |
| 23       | 28 febbraio 2008     | 33,6%               | 34,3%                      | 32,0%               | 33,4%                      |
| Media    | Media                | 25,2%               | 26,0%                      | 24,6%               | 26,5%                      |

## Riconoscimenti
| Anno | Premio               | Categoria                                               | Ricevente       | Risultato       |
| ---- | -------------------- | ------------------------------------------------------- | --------------- | --------------- |
| 2008 | Paeksang Arts Awards | Miglior attore (televisione)                            | Cho Jae-hyun    | Candidato/a     |
| 2008 | Paeksang Arts Awards | Miglior nuovo regista (televisione)                     | Park Hong-kyun  | Candidato/a     |
| 2008 | Paeksang Arts Awards | Miglior sceneggiatura (televisione)                     | Hwang Eun-kyung | Candidato/a     |
| 2008 | Korea Drama Awards   | Premio alla massima eccellenza, attore                  | Cho Jae-hyun    | Candidato/a     |
| 2008 | MBC Drama Awards     | Premio alla massima eccellenza, attore                  | Cho Jae-hyun    | Vincitore/trice |
| 2008 | MBC Drama Awards     | Premio all'eccellenza, attore                           | Ji Sung         | Candidato/a     |
| 2008 | MBC Drama Awards     | Premio alla recitazione d'oro, attore in una miniserie  | Ji Sung         | Vincitore/trice |
| 2008 | MBC Drama Awards     | Premio alla recitazione d'oro, attrice in una miniserie | Kim Min-joung   | Vincitore/trice |
| 2008 | MBC Drama Awards     | Premio alla recitazione d'oro, attore di supporto       | Park Chul-min   | Vincitore/trice |
| 2008 | MBC Drama Awards     | Drama dell'anno preferito dagli spettatori              |                 | Candidato/a     |